# 肥國 (春秋)
肥國，先秦小型诸侯国，在今河北省石家庄市藁城区一带。
肥國是白狄所建立，一说为姬姓。前530年，晋国荀吴假扮会同齐国军队借道鲜虞进入鼓國都城昔阳。八月，晋军消灭了肥国，俘虏肥国国君绵皋，肥国旧地归属晋国。参见晉滅肥、伐鮮虞之戰。部分遗民迁至今河北省卢龙县境内，称为肥如。